# Iljuschin Il-38
Die Iljuschin Il-38 (russisch Ильюшин Ил-38, NATO-Codename: May) ist die militärische U-Boot-Abwehr-Variante des Propellerpassagierflugzeuges Iljuschin Il-18.

## Geschichte

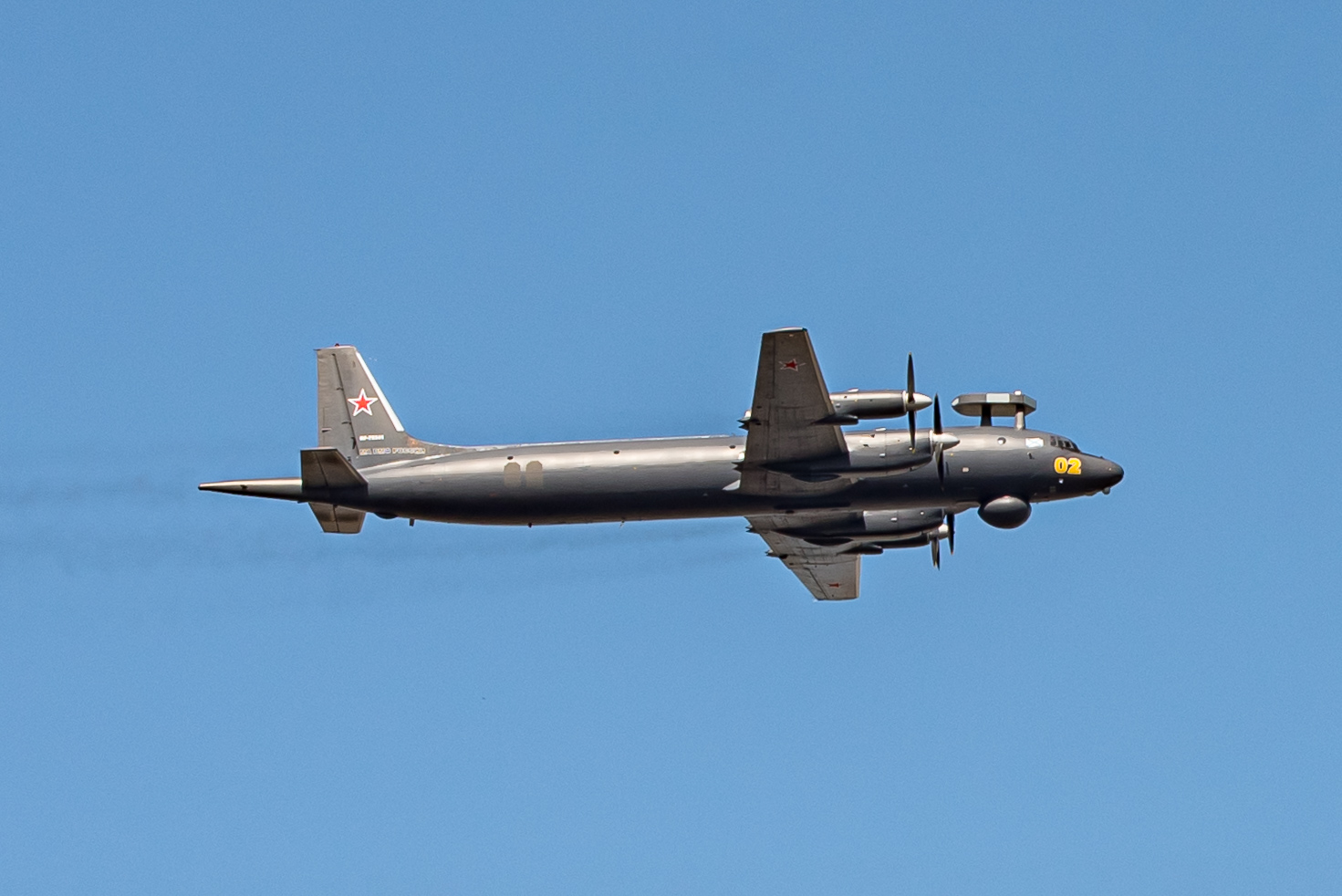
Iljuschin Il-38N im Juli 2020

Die Projektierungsarbeiten begannen im OKB Iljuschin nach einer Forderung des Zentralkomitees und des Ministerrates vom 18. Juni 1960. Die Entwicklung leitete Sergej Iljuschin selbst, Chefingenieur war Jakow Kooterow. Im Gegensatz zu anderen Il-18-Versionen verfügt das Muster über einen um etwa vier Meter verlängerten Rumpf mit 1,8 Meter nach vorn verlegtem Tragflügel, um den durch die im vorderen Bereich platzierte elektronische Ausrüstung verursachten verschobenen Schwerpunkt auszugleichen. Den Erstflug absolvierte Wladimir Kokkinaki am 28. September 1961. Durch Probleme vor allem bei der Entwicklung der Avionik verzögerte sich die Truppeneinführung bei den sowjetischen Seefliegerkräften. Obwohl das Muster bereits im Dezember 1965 für die Serienproduktion freigegeben worden war, wurde die Il-38 erst am 17. Januar 1969 offiziell in Dienst gestellt, die ersten Flugzeuge waren ab März 1968 an die Einheiten ausgeliefert worden. Ursprünglich sollten 250 Il-38 gebaut werden, jedoch endete die Produktion 1972 nach 58 Exemplaren. Geflogen wurde die Il-38 beim 24. OPAP (Selbstständiges U-Boot-Jagd-Fliegerregiment) in Seweromorsk, beim 77. OPAP in Nikolajewa bei Wladiwostok und der 145. OPAE (Selbstständige U-Boot-Jagd-Staffel) in Riga.
Von 1974 bis 1977 wurde eine als Il-38M bezeichnete Variante mit Luftbetankungssonde getestet; ebenfalls existierte eine Version Il-38MZ mit ausfahrbarem Betankungsschlauch im Bombenschacht. Beide Typen blieben Prototypen. Am 4. April 2001 flog der Prototyp der modernisierten Il-38N, die anstatt des alten Berkut-U-Jagdsystems über ein Morskoi Smei (russisch Морской змей, Seeschlange) und ein ELINT-System auf dem Rumpfrücken verfügt.
Die russischen Il-38 sind in Seweromorsk–1 (7050. Basis), Petropawlowsk-Kamtschatski/Jelisowo (7060. Basis) und Nikolajewka (7062. Basis) stationiert.
1977 und 1983 gingen drei bzw. zwei Il-38 an die indischen Luftstreitkräfte. Im September 2001 erging ein 200-Millionen-Dollar-Auftrag zur Modernisierung dieser Flugzeuge unter der Bezeichnung Il-38SD, deren erstes Exemplar 2006 ausgeliefert wurde. Zwei der indischen Maschinen kollidierten im Oktober 2002 während eines Formationsfluges über dem Flughafen Goa und stürzten ab, wobei beide Besatzungen ums Leben kamen. Sie wurden durch zwei weitere Il-38SD ersetzt. Statt des älteren Berkut-Radars sind diese mit einem Morskoi Smei sowie Raketen zur Bekämpfung von Überwasserseezielen ausgerüstet. Von 1970 bis 1972 wurden auch einige Il-38 mit ägyptischen Hoheitszeichen im Mittelmeerraum eingesetzt. Diese Flugzeuge gehörten zur 90. ODRAE (Selbstständige Fernaufklärungsfliegerstaffel), waren gechartert worden und flogen mit sowjetischen Besatzungen. 1983 wurde eine zweite Version mit zusätzlichem Radom unter dem Rumpf bekannt (May-B).
Von den vorhandenen etwa 25 bis 30 Maschinen wurden fünf zur Il-38N modernisiert. Die Il-38N war unter anderem mit dem Sensorsystem Nowella P-38 ausgerüstet, das aus dem für Indien entworfenen Morskoi-Smei-System entwickelt wurde. Die erste umgerüstete Maschine wurde der russischen Marine am 15. Juli 2014 übergeben, bis Ende Juni 2015 waren die fünf Maschinen übergeben. Durch die Modernisierung erweiterte sich das Aufgabenspektrum der Il-38N neben der U-Boot-Jagd auf Elektronische Aufklärung, Überwasser-Schiffsbekämpfung sowie Luft- und Seenotrettung. Am 26. Januar 2023 absolvierte Indiens letzte Il-38 ihren letzten offiziellen Flug.

## Nutzerstaaten

### Aktuelle Nutzer
- Russland – Ab dem 1. April 2019 befinden sich mindestens 20 Il-38 und 7 Il-38N im Dienst.[7]

### Ehemalige Nutzer
- Indien – Seit dem Januar 2018 befanden sich 5 Il-38SD im Dienst.[8] Im Jahr 2020 begann die Außerdienststellung; die letzte Il-38SD soll Ende 2023 endgültig deaktiviert werden.[6]

## Technische Daten

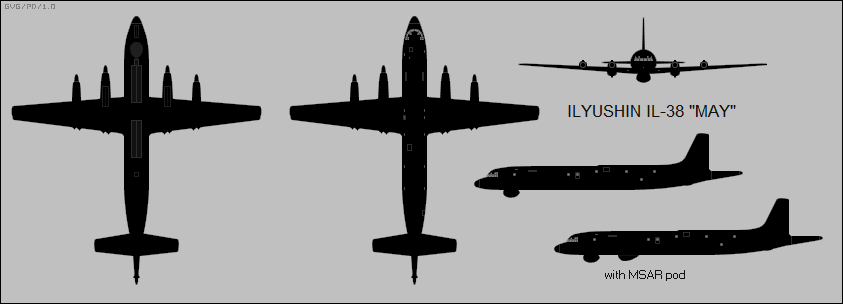
Iljuschin Il-38

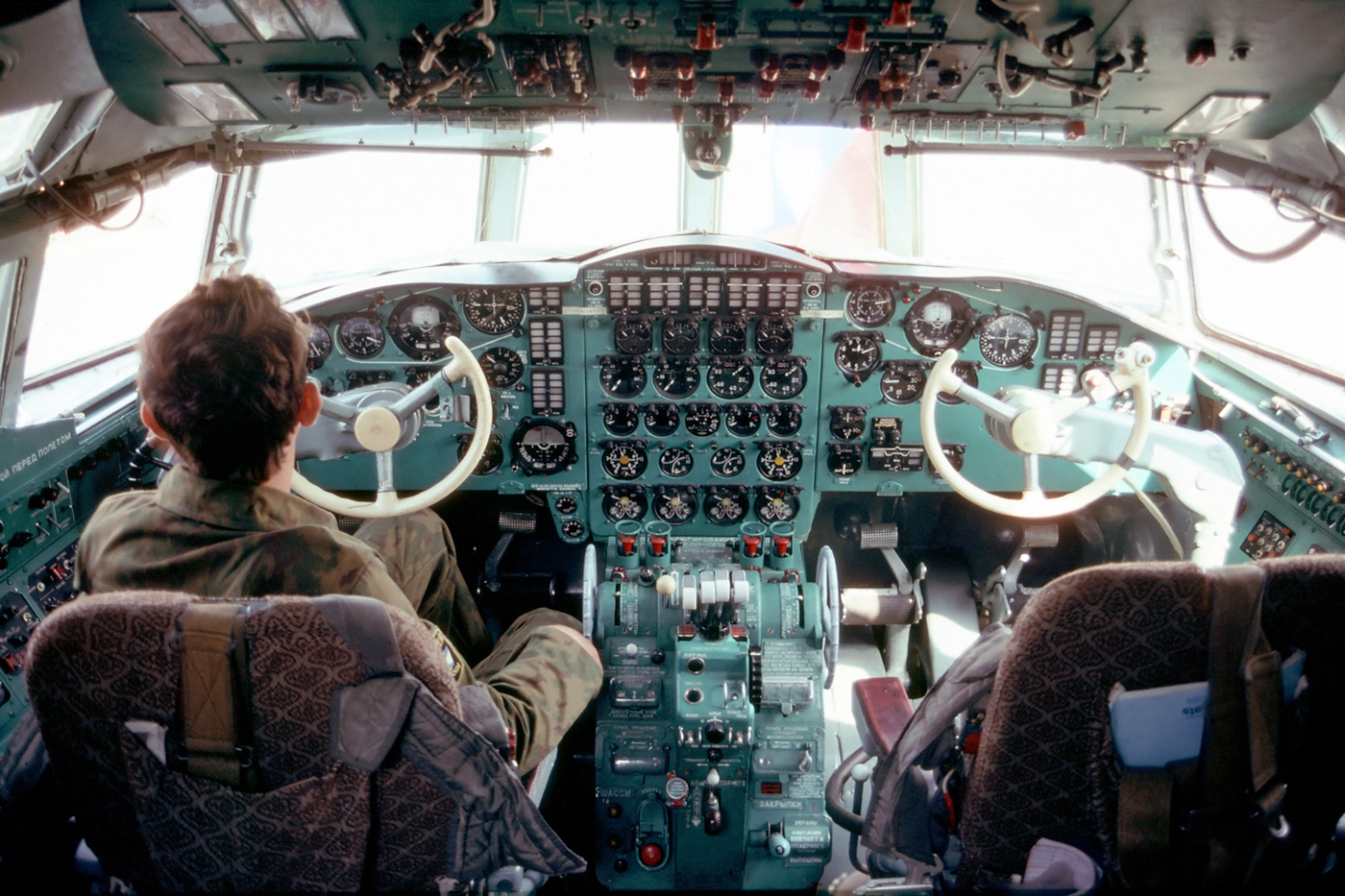
Cockpit

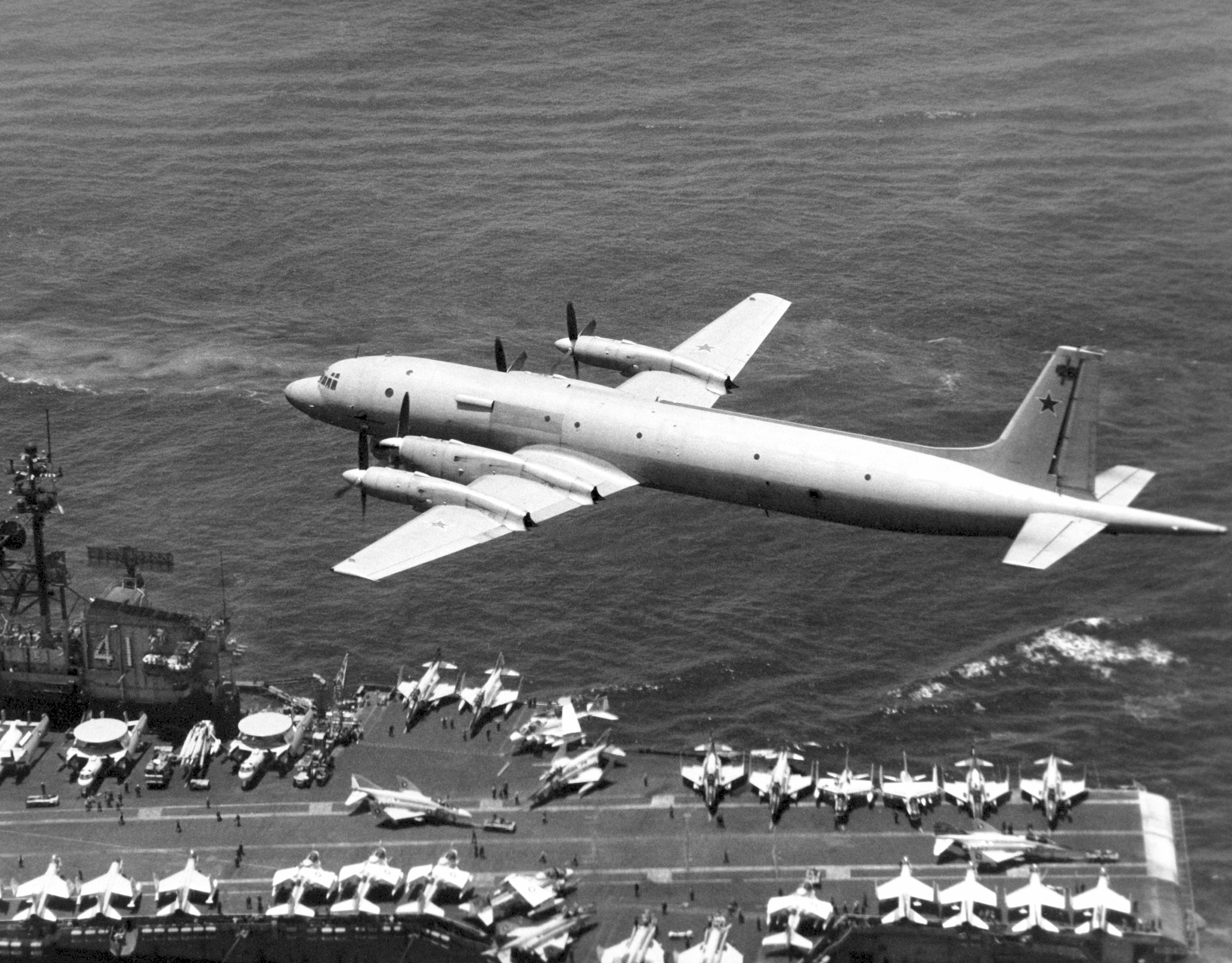
Iljuschin Il-38 überfliegt den Flugzeugträger Midway, 1979

| Kenngröße                  | Daten |
| -------------------------- | --- |
| Besatzung                  | normal zehn (Pilot, Copilot, Flugingenieur + bis zu 9 Operatoren) |
| Länge                      | 40,07 m |
| Spannweite                 | 37,42 m |
| Höhe                       | 10,10 m |
| Flügelfläche               | 140 m² |
| Flügelstreckung            | 10,0 |
| Leermasse                  | 36,3 t |
| Startmasse                 | max. 66 t |
| Triebwerk                  | 4 × Turboprop Iwtschenko AI-20M mit je 3.169 kW (4.309 PS) |
| Höchstgeschwindigkeit      | 720 km/h |
| Patrouillengeschwindigkeit | 350 km/h |
| Reichweite                 | 9.500 km |
| Dienstgipfelhöhe           | 10.000 m |
| Steigrate                  | 320 m/min |
| Startstrecke               | 1300 m |
| Bewaffnung                 | 8,4 t Zuladung mit Sonarbojen, Minen, Torpedos (AT-2) und Bomben in zwei Rumpfschächten Berkut-Radar mit 360° Erfassungswinkel Magnetfeldsensor (APM-60) im Hecksporn |

## Vergleichbare Typen
- Lockheed P-3 Orion